# Record du Maroc de natation messieurs du 50 mètres papillon
Cet article présente l'évolution du record du Maroc de natation messieurs du 50 mètres papillon.

## Bassin de 50 mètres
| Temps   | Athlète           | Naissance | Âge | Club                 | Compétition                            | Lieu          | Date             |
| ------- | ----------------- | --------- | --- | -------------------- | -------------------------------------- | ------------- | ---------------- |
| 26 s 35 | Slimane Lakhlifia |           |     | WAC                  |                                        | Casablanca    | 29 juillet 2004  |
| -----   |                   |           |     |                      |                                        |               |                  |
| 26 s 20 | Bilal Achelhi     | 1992      | 17  | WAC                  |                                        | Casablanca    | 21 juin 2009     |
| 25 s 99 | Bilal Achelhi     | 1992      | 17  | WAC                  | Jeux méditerranéens                    | Pescara       | 30 juin 2009     |
| ----    |                   |           |     |                      |                                        |               |                  |
| 25 s 74 | Amine Fawzi       |           |     | USCM                 | Championnats du Maroc de natation 2009 | Casablanca    | 9 juillet 2009   |
| 25 s 73 | Bilal Achelhi     | 1992      | 19  |                      | Jeux panarabes (s)                     | Doha          | 18 décembre 2011 |
| 25 s 24 | Bilal Achelhi     | 1992      | 19  |                      | Jeux panarabes (s)                     | Doha          | 20 décembre 2011 |
| 24 s 87 | Bilal Achelhi     | 1992      | 20  | Nautic club de Nîmes | Championnats de rance des jeunes (s)   | Saint-Raphael | 29 mars 2012     |

## Bassin de 25 mètres
| Temps   | Athlète          | Naissance | Âge | Club | Compétition                | Lieu     | Date            |
| ------- | ---------------- | --------- | --- | ---- | -------------------------- | -------- | --------------- |
| 26 s 37 | Amine Fawzi      | 1986      | 23  | USCM | Championnats du Maroc      | Tétouan  | 29 mars 2009    |
| -----   |                  |           |     |      |                            |          |                 |
| 26 s 17 | Badreddine Hanna | 1987      | 23  | USCM |                            | Kénitra  | 28 février 2010 |
| 25 s 84 | Amine Fawzi      | 1986      | 24  | USCM | Championnats de France (s) | Chartres | 4 décembre 2010 |
| 25 s 58 | Bilal Achelhi    | 1992      | 19  | CODM | Championnats du Maroc (s)  | Meknès   | 10 avril 2011   |
| 24 s 98 | Bilal Achelhi    | 1992      | 19  | CODM | Championnats du Maroc (f)  | Meknès   | 10 avril 2011   |